# Golfens historia
Golfsportens exakta ursprung är osäkert, men den bredaste och mest accepterade teorin är att sportens ursprung ligger i Skottland under högmedeltiden.

## Ursprung
Golfspel kan beläggas ha spelats för första gången den 26 februari 1297. Enligt historiska uppgifter ska ett golfliknande spel ha spelats i staden Loenen aan de Vecht i Nederländerna. Spelet spelades med en pinne och en läderboll, den som slog bollen i ett mål ett antal hundra meter bort flest gånger vann.
Golf anses trots detta normalt sett vara en skotsk uppfinning, då spelet nämns i två parlamentsbeslut från 1400-talet, i vilka ett spel vid namn "gowf" förbjuds. Nutida forskare har dock föreslagit att gowf inte hänvisar till golf utan mer liknade något spel i stil med shinty eller hurling, eller möjligen modern landhockey. Dessa forskare påpekar att ett spel med målet att sänka en boll i ett hål med en golfklubba spelades på 1600-talet i Nederländerna snarare än i Skottland. De menar även att namnet "golf" är en variant av det nederländska ordet "kolf", som betyder "pinne", "klubba" eller "slagträ". Kolf var dock en inomhussport som spelades på banor av trä eller sand. Det finns dessutom ännu tidigare belägg för golfspel i kontinentala Europa. Ett spel som liknade golf spelades i antikens Rom och kallades pagancia.
Den äldsta golfbanan i världen är "The Old Links" vid Musselburgh Racecourse. Det hävdas att Maria Stuart ska ha spelat golf där redan 1567, de tidigaste historiskt belagda golfrundorna är dock från 1672.

## Sentida bevis för ett golfliknande spel i Kina

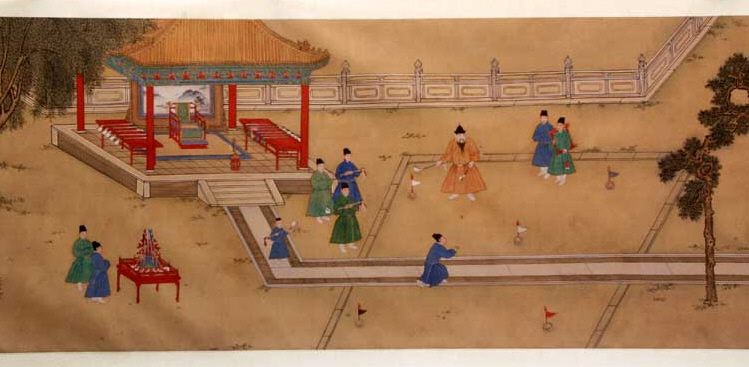
Mingdynastins kejsare Xuande (r. 1425–1435) håller på att putta för ett par?

I april 2005 gjorde nya bevis att debatten om golfens ursprung återupplivades. Det var bevis som professor Ling Hongling universitetet i Lanzhou hittade vid utgrävningar kan visa att ett spel som liknade den moderna golfen hade spelats i Kina sedan södra Tangdynastin, 500 år innan golf omtalades i Skottland.
Uppteckningarna från Dōngxuān  från Songdynastin (960–1279) beskriver ett spel som kallades chuíwán (捶丸) och de innehåller också teckningar av spelet. Det spelades med 10 klubbor, som inkluderade en cuanbang, pubang, och en shaobang, som kan jämföras med en drivern, en trätvåa, och en  trätrea. Klubborna hade inläggningar av jade och guld. Detta tyder på att golf var för de rika. Kinesiska arkiv innehåller hänvisningar till en ämbetsman för södra Tang, som bad sin dotter att gräva hål för spelet. Ling föreslog att golf exporterades till Europa och sedan till Skottland av mongoliska resenärer under sen medeltid.
En talesman för Royal and Ancient Golf Club of St. Andrews, en av de äldsta golfklubbarna i Skottland, har sagt att "Klubb- och bollspel har funnits i många århundraden, men golf som vi känner den idag, och som spelas över 18 hål, uppstod helt klart i Skottland."

## Golfbanor och golfklubbar
Golfbanor har inte alltid haft 18 hål. Till en början lades golfhålen efter markens topografi, den ursprungliga banan i St Andrews bestod exempelvis av 11 hål som lades ut allt eftersom naturen tillät. Spelaren spelade dessa elva hål ut, för att sedan vända och spela samma hål baklänges tillbaka, det vill säga totalt 22 hål. Varje hål hade ett mål, en green, med ett hål som bollen skulle puttas i innan spelet fortsatte. Efter att bollen hade puttats i hålet byggdes liten sandhög, tee, där bollen placerades för nästa utslag. Sandhögen var placerad inom en klubblängd från föregående hål. 1764 bedömdes flera av hålen vara för korta och banan lades om till nio hål, en hel runda bestod därför efter detta av 18 hål.
Från 1860-talet växte golfen i Skottland och England och efter att banorna tidigare endast legat vid kusterna byggdes även banor i inlandet. Vid sekelskiftet 1800-1900 fanns omkring 200 golfbanor i Skottland och England som hade byggts av bland annat privata klubbar, järnvägsbolag och kommuner.
Sporten expanderade och den första klubben utanför Storbritannien, Royal Calcutta Golf Club, bildades i Calcutta 1829. Därefter bildades klubbar i Sydafrika, Australien, Kanada och USA av brittiska golfspelare som hade emigrerat till länderna. 1888 bildade skotten John Reid den första amerikanska golfklubben, St. Andrews Golf Club, i Yonkers, New York och vid det efterföljande sekelskiftet fanns över 1 000 golfbanor i USA.
Engelsmannen Arthur Groom byggde 1903 en golfbana 900 meter över havet i Rokkobergen vilken blev Japans första golfbana.
Den första golfklubben på det europeiska fastlandet var franska Pau Golf Club som bildades 1856 och där banan hade lagts ut av skotska officerare på semester. Den första tyska golfklubben var Wannsee i Berlin som bildades 1895. Den första klubben i Belgien, Royal Antwerpen, bildades 1888 och den första klubben i Österrike var Golf Club Wien som bildades 1901.
Det första landet i Skandinavien där golf spelades var i Danmark på 1880-talet och den första golfklubben i landet var Köpenhamns Golf Klub som bildades 1898. I Sverige hade Edvard Sager och Robert Sager en 6-hålsbana vid Ryfors bruk i Västergötland. Sveriges första golfklubb, Gothenburg Golf Club (1891 - 1894) därefter som nr. två kom Göteborgs Idrottsförbunds Golfafdelning, bildades 1902. Oslo GK bildades 1924, Helsingfors GK 1932 och Reykjavik GK 1934.

## Golfens popularitet
Under 1920-talet växte golfens popularitet med framför allt spelarna Bobby Jones och Walter Hagen som ofta fanns med i tidningar och radiosändningar. På 1950-talet ökade intresset mycket tack vare TV:s genombrott och att de stora spelarna, bland andra Arnold Palmer, ställde upp i de TV-sända tävlingarna.

## Golfregler
Huvudartikel: Golfregler
Golfen var till en början ett sällskapsspel för män som spelade efter egna regler. De första reglerna kom till efter att spelarna i The Honourable Company of Edinburgh Golfers beslutade om att spela om en silverklubba som hade skänkts av staden Edinburgh.

## Utrustningens utveckling
De första golfklubborna som användes på 1400-talet var tillverkade med skaft och klubbhuvud av trä. Skaftet var lindat med sämskskinn. I början av 1700-talet kom de första metalltillverkade klubbhuvudena, och utslagsklubborna hade avlånga trähuvuden. Klubbhuvuden var till en början gjorda av hårda fruktträslag och senare persimon. I mitten av 1800-talet kom mer rundhuvade klubbor för att spelarna skulle klara att slå ur svåra lägen som hjulspår, hovavtryck och kaninhål.
De första bollarna var gjorda av trä men ersattes på 1600-talet av fjäderbollar. 1848 kom guttaperkabollarna och ersattes i början av 1900-talet Haskellbollen som hade en hårdgummikärna.
Kring år 1900 började läder och andra material som tillverkas av människan användas. Under 1930-talet introducerades metallskaft, samt träpeggen. Metallskaft hade använts i USA under 1920-talet men de godkändes först 1929 av Royal and Ancient Golf Club of St Andrews. På 1970-talet började metall användas i utslagsklubbornas huvuden istället för trä, och grafitskaft började användas under 1980-talet.
De första golfbagarna kom i slutet av 1800-talet och liknade en rund korg med ett trästativ. På 1920-talet kom de första golfvagnarna som gjorde det möjligt att på hjul frakta golfbagarna.